# Новенькое-на-Скобре
Новенькое-на-Скобре — деревня в Калининском районе Тверской области. Входит в состав Бурашевского сельского поселения.

## География
Деревня находится в юго-восточной части Тверской области на расстоянии приблизительно 25 км на юго-восток по прямой от города Тверь.

## История
Деревня была отмечена на карте 1825 года как Новинькая. В 1859 году здесь (деревня Тверского уезда Тверской губернии) было учтено 10 дворов.

## Население
Численность населения: 65 человек (1859 год), 2 (русские 100 %) в 2002 году, 1 в 2010.